# Orusts och Tjörns domsaga
Orusts och Tjörns domsaga  var en domsaga i Göteborgs och Bohus län, bildad 1857 vid delningen av Inlands Nordre, Inlands Fräkne, Orusts och Tjörns häraders domsaga.
Domsagan lydde under Göta hovrätt till 1948, därefter till Hovrätten för Västra Sverige. Domsagan omfattade häraderna Tjörn, Orust västra och Orusts östra. 
Domsagan uppgick 1 januari 1955 i Orusts, Tjörns och Inlands domsaga.

## Tingslag
- Orusts och Tjörns tingslag

## Häradshövdingar
- 1944-1954 Bertil Koch